# Американський пісенний конкурс
Американський пісенний конкурс (англ. American Song Contest) — адаптація Пісенного конкурсу Євробачення в Сполучених Штатах Америки, у якій взяли участь усі п'ятдесят штатів країни, п'ять територій США та місто Вашингтон, округ Колумбія, що змагалися за звання кращої пісні. Продюсерами конкурсу стали Крістер Бьоркман, Андерс Ленгофф, Ларс-Ола Мельціг та Пітер Сеттман, виконавчим продюсером — Бен Сільверман. Ведучими стали Келлі Кларксон та Snoop Dogg. Конкурс пройшов з 21 березня по 9 травня 2022 року на NBC та був скасований після першого ж сезону через значну критику й невідповідність атмосфери головному конкурсу Євробачення.

## Походження
Пісенний конкурс Євробачення є щорічним музичним конкурсом, який організовує Європейська Мовна Спілка з 1956 року. До участі в конкурсі допускаються переважно країни Європи, що є членами ЄМС.
Одна з перших трансляцій Євробачення відбулася в США у 1971 році. У 2018 році американський телеканал Logo транслював фінал конкурсу, що відбувся у Лісабоні, Португалія третій раз поспіль. Кількість переглядів поступово зростала і становила 74000 глядачів, частка яких склала 0,02 %. Кількість американських глядачів у фіналі Євробачення 2018 році порівняно з минулим конкурсом 2017 року, що проводився у Києві, Україна, зросла приблизно на 10000.
Загалом створення американської версії конкурсу Євробачення планувалося ще у 2006 році, проте Бен Сільверман, який займався розробкою даного проєкту протягом 20 років, так і не зміг у той час втілити ідею в життя.
У 2019 році американська компанія Netflix отримала права на показ фіналу Євробачення 2019 та 2020 років. Окрім того, 26 червня 2020 року на платформі Netflix вийшов комедійний мюзикл «Пісенний конкурс „Євробачення“: Історія вогненної саги» («англ. Eurovision Song Contest: The Story of Fire Saga»), який у перші ж вихідні став найбільш перегляданим. Пізніше пісня «Husavik» («Гусавік»), що стала саундтреком до згаданого фільму, була номінована на Премію «Оскар» за найкращу пісню до фільму.

## Виробництво
У 2019 році під час конференції в Тель-Авіві, Ізраїль, Крістен Бьоркман та Ларс-Ола Мельціг, що були продюсерами минулорічних конкурсів Євробачення, оголосили про те, що отримали права від ЄМС на адаптацію американської версії конкурсу, у співпраці з Андерсом Ленгоффом та Пітером Сеттманом. Про інтерес до трансляції адаптованого конкурсу заявили щонайменше 10 телеканалів.
14 травня 2021 року після оголошення ЄМС стало відомо, що права на трансляцію Американського Конкурсу Пісні придбав телеканал NBC. Останній, своєю чергою, заявив, що прем'єра конкурсу має відбутися в середині сезону або влітку 2022 року. Першим містом-господарем конкурсу могли стати Лас-Вегас, Орландо або Тампа.
Також пізніше, у травні, був створений сайт для подання заявок на участь у конкурсі. Учасник, якому виповнилося 16 років, повинен був подати заявку із записом композиції. Пісня повинна бути оригінальною без обмежень у жанрі й не бути використаною в комерційних цілях. При цьому випуск пісень у вигляді реклами (наприклад, на платформі Soundcloud або и соціальних мережах) допускається у разі, якщо всі публікації будуть видалені після вибору композиції для участі в конкурсі.
Продюсери повідомляли про можливість зйомок шоу в Лос-Анджелесі чи Атланті з лютого по квітень 2022 року. Згодом було підтверджено, що зйомки конкурсу відбуватимуться на Universal Studios Lot в Юніверсал Сіті, Каліфорнія.
Спочатку NBC запланував прем'єру Американського пісенного конкурсу на 21 лютого 2022 року, але прем'єру було відкладено на користь Америка має талант: Extreme через проблеми, пов'язані з COVID-19 та штамом Омікрон. Унаслідок цього перше живе шоу було перенесено на 21 березня, а фінал змістився на 9 травня, тобто на той самий тиждень, коли проходить Пісенний конкурс Євробачення 2022.

## Формат
П'ятдесят штатів, п'ять територій США (Американське Самоа, Гуам, Північні Маріанські острови, Пуерто-Рико та Віргінські острови США) та Вашингтон, округ Колумбія, обрали по одному представнику (сольний артист, дует, група або діджей), що виконав власну пісню в прямому ефірі в одному з трьох раундів, після яких частина представників отримала право змагатися далі у півфіналах та, після кваліфікації, у Великому фіналі конкурсу. Переможець Американського пісенного конкурсу визначений шляхом голосування професійного журі й телеглядачів.

## Учасники

### Список учасників
| Штат / Територія                | Виконавець                       | Пісня                           |
| ------------------------------- | -------------------------------- | ------------------------------- |
| Айдахо                          | Ендрю Шеппард                    | «Steady Machine»                |
| Айова                           | Алісабет фон Преслі              | «Wonder»                        |
| Алабама                         | Ni/Co                            | «The Difference»                |
| Аляска                          | Джуел                            | «The Story»                     |
| Американське Самоа              | Тенелль                          | «Full Circle»                   |
| Американські Віргінські Острови | Cruz Rock                        | «Celebrando»                    |
| Аризона                         | Лас Маріас                       | «De La Finikera»                |
| Арканзас                        | Келсі Лемб                       | «Never Like This»               |
| Вайомінг                        | Раян Шарль                       | «New Boot Goofin»               |
| Вашингтон                       | Аллен Стоун                      | «A Bit of Both»                 |
| Вермонт                         | Джош Панда                       | «Rollercoaster»                 |
| Вірджинія                       | Ельміра Закі                     | «Over You»                      |
| Вісконсин                       | Джейк'О                          | «Feel Your Love»                |
| Гаваї                           | Бронсон Варде                    | «4 You»                         |
| Гуам                            | Джейсон Дж.                      | «Midnight»                      |
| Делавер                         | Nitro Nitra                      | «Train»                         |
| Джорджія                        | Стела Коул                       | «DIY»                           |
| Західна Вірджинія               | Алексіс Каннінгем                | «Working on a Miracle»          |
| Іллінойс                        | Джастін Джессо                   | «Lifeline»                      |
| Індіана                         | UG skywalkin                     | «Love in My City»               |
| Каліфорнія                      | Sweet Taboo                      | «Keys to the Kingdom»           |
| Канзас                          | Бродерік Джонс                   | «Tell Me»                       |
| Кентуккі                        | Джордан Сміт                     | «Sparrow»                       |
| Колорадо                        | Райкер Лінч                      | «Feel the Love»                 |
| Коннектикут                     | Майкл Болтон                     | «Beautiful World»               |
| Луїзіана                        | Бріттані Пфанц                   | «Now You Do»                    |
| Массачусетс                     | Джаред Лі                        | «Shameless»                     |
| Мен                             | King Kyote                       | «Get Out Alive»                 |
| Меріленд                        | Sisqó                            | «It's Up»                       |
| Міннесота                       | Yam Haus                         | «Ready to Go»                   |
| Міссісіпі                       | Keyone Starr                     | «Fire»                          |
| Міссурі                         | Бретт Сепер                      | «Can't Stay Away»               |
| Мічиган                         | Ейда ЛіЕнн                       | «Natalie.»                      |
| Монтана                         | Джона Прілл                      | «Fire It Up»                    |
| Небраска                        | Джоселін                         | «Never Alone»                   |
| Невада                          | The Crystal Method               | «Watch Me Now»                  |
| Нью-Гемпшир                     | MARi                             | «Fly»                           |
| Нью-Джерсі                      | Brooke Alexx                     | «I Don't Take Pictures Anymore» |
| Нью-Йорк                        | ENISA                            | «Green Light»                   |
| Нью-Мексико                     | Khalisol                         | «Drop»                          |
| Огайо                           | Мейсі Грей (ft. The CJC і Maino) | «Every Night»                   |
| Оклахома                        | AleXa                            | «Wonderland»                    |
| Орегон                          | courtship.                       | «Million Dollar Smoothies»      |
| Пенсільванія                    | Брі Стівз                        | «Plenty Love»                   |
| Південна Дакота                 | Judd Hoos                        | «Bad Girl»                      |
| Південна Кароліна               | Джессі ЛеПротті                  | «Not Alone»                     |
| Північна Дакота                 | Хлоя Фредерікс                   | «Can't Make You Love Me»        |
| Північна Кароліна               | Джон Морган                      | «Right in the Middle»           |
| Північні Маріанські Острови     | Sabyu                            | «Sunsets and Seaturtles»        |
| Пуерто-Рико                     | Крістіан Паган                   | «Loko»                          |
| Род-Айленд                      | Hueston                          | «Held On Too Long»              |
| Теннессі                        | Тайлер Брейден                   | «Seventeen»                     |
| Техас                           | Грант Кнохе                      | «Mr. Independent»               |
| Федеральний округ Колумбія      | NËITHER                          | «I Like It»                     |
| Флорида                         | Але Забала                       | «Flirt»                         |
| Юта                             | Саванна Кіз                      | «Sad Girl»                      |

## Змагання
У кожному відбірковому раунді 11-12 пісень змагалися за чотири місця у півфіналі, а результат вирішувався голосуванням журі та публіки. Автоматичний відбірковий гравець з кожного раунду визначався журі, тоді як решта трьох місць визначалися комбінацією голосів журі та публіки. Більше того, два виконавці з найбільшою кількістю прослухоувань на музичних платформах повернулися як «вибрані» та приєдналися до відбіркових у півфіналах.

### Кваліфікація 1
Перший відбірковий раунд відбувся 21 березня.
| №  | Штат / Територія | Виконавець          | Пісня              | Місце |
| -- | ---------------- | ------------------- | ------------------ | ----- |
| 1  | Міннесота        | Yam Haus            | «Ready to Go»      | 7     |
| 2  | Оклахома         | AleXa               | «Wonderland»       | 2     |
| 3  | Арканзас         | Келсі Лемб          | «Never Like This»  | 3     |
| 4  | Індіана          | UG skywalkin        | «Love in My City»  | 11    |
| 5  | Пуерто-Рико      | Крістіан Паган      | «Loko»             | 4     |
| 6  | Коннектикут      | Майкл Болтон        | «Beautiful World»  | 5     |
| 7  | Айова            | Алісабет фон Преслі | «Wonder»           | 8     |
| 8  | Вісконсин        | Джейк'О             | «Feel Your Love»   | 9     |
| 9  | Міссісіпі        | Keyone Starr        | «Fire»             | 6     |
| 10 | Вайомінг         | Раян Шарль          | «New Boot Goofin»  | 10    |
| 11 | Род-Айленд       | Hueston             | «Held On Too Long» | 1     |

### Кваліфікація 2
Другий відбірковий раунд відбувся 28 березня.
| №  | Штат / Територія       | Виконавець                       | Пісня                      | Місце |
| -- | ---------------------- | -------------------------------- | -------------------------- | ----- |
| 1  | Орегон                 | courtship.                       | «Million Dollar Smoothies» | 11    |
| 2  | Монтана                | Джона Прілл                      | «Fire It Up»               | 3     |
| 3  | Нью-Йорк               | ENISA                            | «Green Light»              | 9     |
| 4  | Небраска               | Джоселін                         | «Never Alone»              | 7     |
| 5  | Ам. Віргінські Острови | Cruz Rock                        | «Celebrando»               | 10    |
| 6  | Кентуккі               | Джордан Сміт                     | «Sparrow»                  | 1     |
| 7  | Північна Дакота        | Хлоя Фредерікс                   | «Can't Make You Love Me»   | 5     |
| 8  | Канзас                 | Бродерік Джонс                   | «Tell Me»                  | 2     |
| 9  | Вірджинія              | Ельміра Закі                     | «Over You»                 | 8     |
| 10 | Мен                    | King Kyote                       | «Get Out Alive»            | 4     |
| 11 | Огайо                  | Мейсі Грей (ft. The CJC і Maino) | «Every Night»              | 6     |

### Кваліфікація 3
Третій відбірковий раунд відбувся 4 квітня.
| №  | Штат / Територія            | Виконавець      | Пісня                           | Журі | Місце |
| -- | --------------------------- | --------------- | ------------------------------- | ---- | ----- |
| 1  | Техас                       | Грант Кнохе     | «Mr. Independent»               | 4    | 4     |
| 2  | Луїзіана                    | Бріттані Пфанц  | «Now You Do»                    | 8    | 9     |
| 3  | Теннессі                    | Тайлер Брейден  | «Seventeen»                     | 1    | 1     |
| 4  | Нью-Джерсі                  | Brooke Alexx    | «I Don't Take Pictures Anymore» | 5    | 7     |
| 5  | Алабама                     | Ni/Co           | «The Difference»                | 3    | 3     |
| 6  | Флорида                     | Але Забала      | «Flirt»                         | 2    | 6     |
| 7  | Аляска                      | Джуел           | «The Story»                     | 9    | 5     |
| 8  | Південна Кароліна           | Джессі ЛеПротті | «Not Alone»                     | 12   | 12    |
| 9  | Південна Дакота             | Judd Hoos       | «Bad Girl»                      | 11   | 11    |
| 10 | Делавер                     | Nitro Nitra     | «Train»                         | 7    | 8     |
| 11 | Північні Маріанські Острови | Sabyu           | «Sunsets and Seaturtles»        | 10   | 10    |
| 12 | Колорадо                    | Райкер Лінч     | «Feel the Love»                 | 6    | 2     |

### Кваліфікація 4
Четвертий відбірковий раунд відбувся 11 квітня.
| №  | Штат / Територія | Виконавець | Пісня | Журі | Глядачі | Місце |
| -- | ---------------- | ---------- | ----- | ---- | ------- | ----- |
| 1  |                  |            |       |      |         |       |
| 2  |                  |            |       |      |         |       |
| 3  |                  |            |       |      |         |       |
| 4  |                  |            |       |      |         |       |
| 5  |                  |            |       |      |         |       |
| 6  |                  |            |       |      |         |       |
| 7  |                  |            |       |      |         |       |
| 8  |                  |            |       |      |         |       |
| 9  |                  |            |       |      |         |       |
| 10 |                  |            |       |      |         |       |
| 11 |                  |            |       |      |         |       |

### Кваліфікація 5
П'ятий відбірковий раунд відбувся 18 квітня.
| №  | Штат / Територія | Виконавець | Пісня | Журі | Глядачі | Місце |
| -- | ---------------- | ---------- | ----- | ---- | ------- | ----- |
| 1  |                  |            |       |      |         |       |
| 2  |                  |            |       |      |         |       |
| 3  |                  |            |       |      |         |       |
| 4  |                  |            |       |      |         |       |
| 5  |                  |            |       |      |         |       |
| 6  |                  |            |       |      |         |       |
| 7  |                  |            |       |      |         |       |
| 8  |                  |            |       |      |         |       |
| 9  |                  |            |       |      |         |       |
| 10 |                  |            |       |      |         |       |
| 11 |                  |            |       |      |         |       |

## Міжнародні трансляції
Наступні країни підтвердили, що транслюватимуть конкурс:
| Країна     | Мовник    |
| ---------- | --------- |
| Австрія    | ServusTV  |
| Греція     | ERT       |
| Ісландія   | RÚV       |
| Іспанія    | RTVE Play |
| Канада     | CHCH-DT   |
| Німеччина  | ServusTV  |
| Норвегія   | NRK       |
| Португалія | RTP       |
| Сербія     | РТС       |
| Словенія   | RTVSLO    |
| Фінляндія  | Yle       |
| Чорногорія | RTCG      |
| Швеція     | SVT       |

## Реакції
Енді Криза з журналу «Time Out» заявив, що американський пісенний ринок та вподобання слухачів є доволі обмеженими щодо жанрового різноманіття. І для того, щоб вийти на рівень конкурсу у Європі, Американському пісенного конкурсу варто залучити не тільки поп-виконавців, а й дреґ-квін, металістів, фріків, готів, поетів, госпел-виконавців, неореалістів і т. ін.
Шеріл Бейкер, одна з учасниць гурту Bucks Fizz, що переміг на Євробаченні 1981 року, заявила, що американському адаптованому конкурсу знадобиться багато часу для того, щоб мати «кітч, сир та веселі елементи» через те, що американці надто серйозно сприймають змагання. При цьому журналіст Wiwibloggs Вільям Лі Адамс заперечив таку думку, заявивши, що провідну роль під час конкурсу гратимуть «державна ідентичність» та різноманіття регіональної музики Сполучених Штатів.